# Kinas historiska huvudstäder
Kinas historiska huvudstäder avser de städer som under landets historia någon gång varit Kinas huvudstad.
Under vissa perioder då Kina varit splittrat mellan olika dynastier har mer än en stad samtidigt gjort anspråk på att vara Kinas huvudstad. De städer som utmärker sig genom att ha varit huvudstad både många gånger och långa tider är Luoyang, Xi'an, Nanjing och Peking. Dessa kallas "Kinas fyra antika huvudstäder" (中国四大古都). Louyang har varit huvudstad i totalt över 1000 år för nio olika dynastier och Xi'an för sju dynastier i totalt nästan 900 år. Luoyang och Xi'an har också under Zhoudynastin, Handynastin, Suidynastin och Tangdynastin verkat som alternativa sekundära huvudstäder åt varandra. Från och med 1153 fram till nutid har Peking under 732 år av tidsperioden varit Kinas huvudstad. Nanjing har, uppdelat på tio olika epoker, varit huvudstad totalt nästan 400 år.
I begreppet "Kinas sju antika huvudstäder" (中国七大古都) inkluderas utöver de fyra ovan nämnda städerna även Anyang, Hangzhou och Kaifeng.

## Huvudstäder före kejsartiden (t.o.m. 256 f.Kr.)

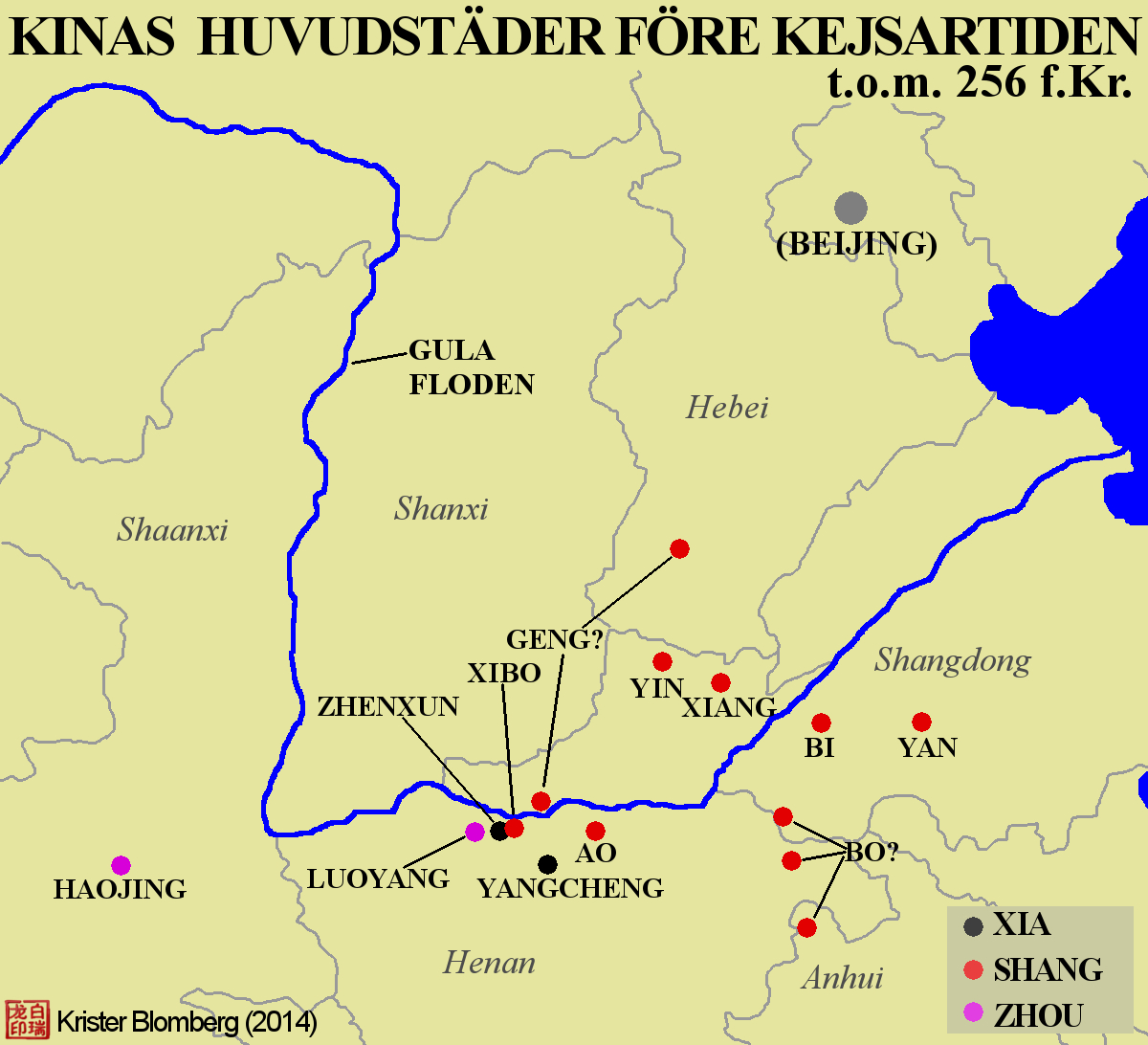
Karta över Kinas huvudstäder under dynastierna Xia, Shang och Zhou.

### Xiadynastin (2100f.Kr–1600f.Kr.)
Yangcheng utanför dagens Dengfeng var Xiadynastins första huvudstad, och grundades av den mytologiska Yu den store. Yu grundade även Anyi, dagens Xia, som eventuellt blev huvudstad under kung Qis regenttid. Kung Qi tros även ha gjort staden Xinzhai utanför dagens Xinmi till huvudstad. Staden Zhenxun utanför Yanshi var huvudstad under flera regenter och är den huvudsakliga arkeologiska fyndplatsen för Xiadynastin och Erlitoukulturen. Andra städer som varit huvudstäder för Xiadynastin är Yuan (dagens Jiyuan) och Laoqiu (dagens Chenliu). Ytterligare platser som beskrivits som huvudstäder i Bambuannalerna har benämnts "Västra floden" (西河) och "Söder om floden" (河南).

### Shangdynastin (1600f.Kr–1046f.Kr.)

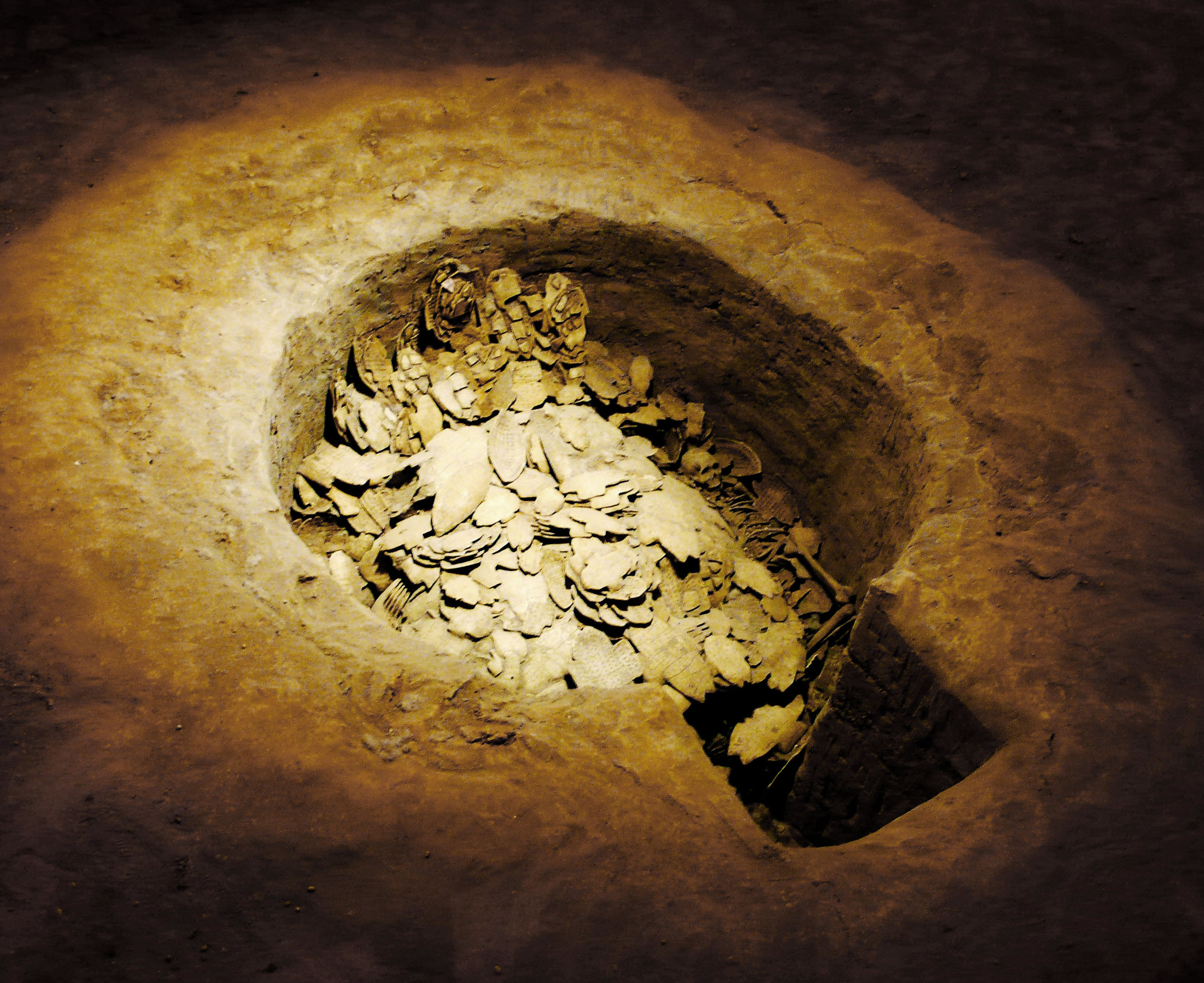
Utgrävda orakelben från den förhistoriska staden Yin i dagens Anyang som var den sista huvudstaden för Shangdynastin.

Shangdynastin skilde sannolikt på politisk huvudstad därifrån kungen styrde och ceremoniell huvudstad där de viktiga palatsen och templen för rituella ceremonier fanns. Detta gör att dubbla huvudstäder förekom vilket kan leda till förväxlingsrisk angående Shangdynastins huvudstäder. Den politiska huvudstaden flyttade sig flera gånger med kungarnas rörlighet vilket skulle kunna vara beroende på var man hittade fyndigheter av koppar och tenn för bronstillverkning men arkeologerna är osäkra på anledningen. Eventuellt byttes även den ceremoniella huvudstaden men sannolikt inte lika ofta.
Första huvudstaden som etablerades vid Shangdynastins bildande runt 1600 f.Kr. tros vara Xibo (Yanshi Shangstad) öster om dagens Luoyang i kombination med staden Bo. Det förekommer olika uppgifter om var Bo var lokaliserad och många källor pekar på dagens Shangqiu i Henanprovinsen, men andra källor menar att Bo låg vid dagens Cao härad i Shandongprovinsen eller vid dagens Bozhou i Anhuiprovinsen. Den mest sannolika lokaliseringen är Zhengzhou Shangstad i centrala Zhengzhou i Henan.
Staden Ao (som är en alternativ kandidat för identifieringen av Zhengzhou Shangstad) grundades av Shang Zhong Ding var sannolikt dess andra politiska centrum. Eventuellt var staden Ao även under lång tid Shangdynastins ceremoniella huvudstad och har även kallats Shang.
Efterföljande huvudstäder som användes under kortare perioder var i kronologisk ordning Xiang (dagens Neihuang i Henan), Geng (dagens Xingtai i Hebei eller Wen härad i Henan), Bi (dagens Yuncheng, Shangdong) och Yan (dagens Qufu, Shangdong)
Omkring 1300 f.Kr. flyttades huvudstaden slutligen till Yin vid dagens Anyang som förblev politiskt centrum under lång tid fram till Shangdynastins fall. Shangdynastins fjorton sista kungar regerade från Yin kombinerat med ett ceremoniellt centrum vid dagens Shangqiu. Det är även möjligt att dessa båda städer hade ombytta roller. Det är utanför Anyang som en stor del av de arkeologiska fynden från Shangdynastin finns, och det var även här som de berömda orakelbenen har hittats. Shangdynastin har länge kallats just Yin efter denna stad.
Eventuellt har även staden Mo (dagens Qixian i Henan) agerat huvudstad under en kortare period.

### Zhoudynastin (1046f.Kr.–256f.Kr.)
Efter att Shangdynastin fallit 1046 f.Kr. etablerade Zhoudynastin sin första huvudstad i Haojing strax väster om dagens Xi'an vilket var deras hemtrakter även innan Shangdynastin var erövrad. Efter att nordliga nomader 771 f.Kr. erövrat Haojing flyttade dynastin sin huvudstad till Luoyang. I och med flytten av huvudstad till Luoyang gick dynastin från Västra Zhoudynastin över till Östra Zhoudynastin.

## Kejserliga huvudstäder (221f.Kr.–1912)

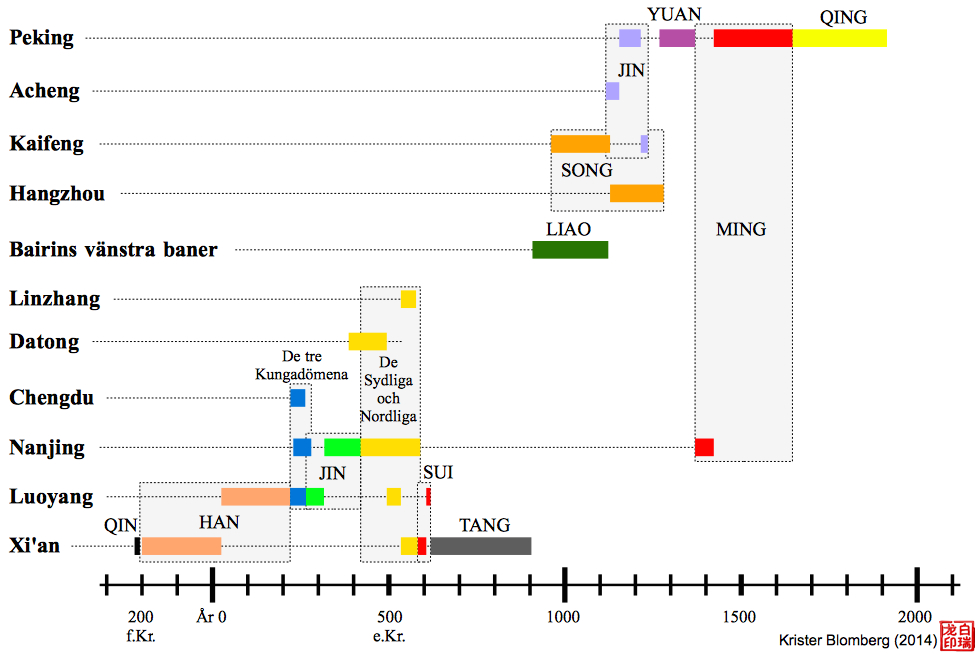
Översikt över Kinas huvudstäder under kejsardynastierna från 221 f.Kr. till 1912.

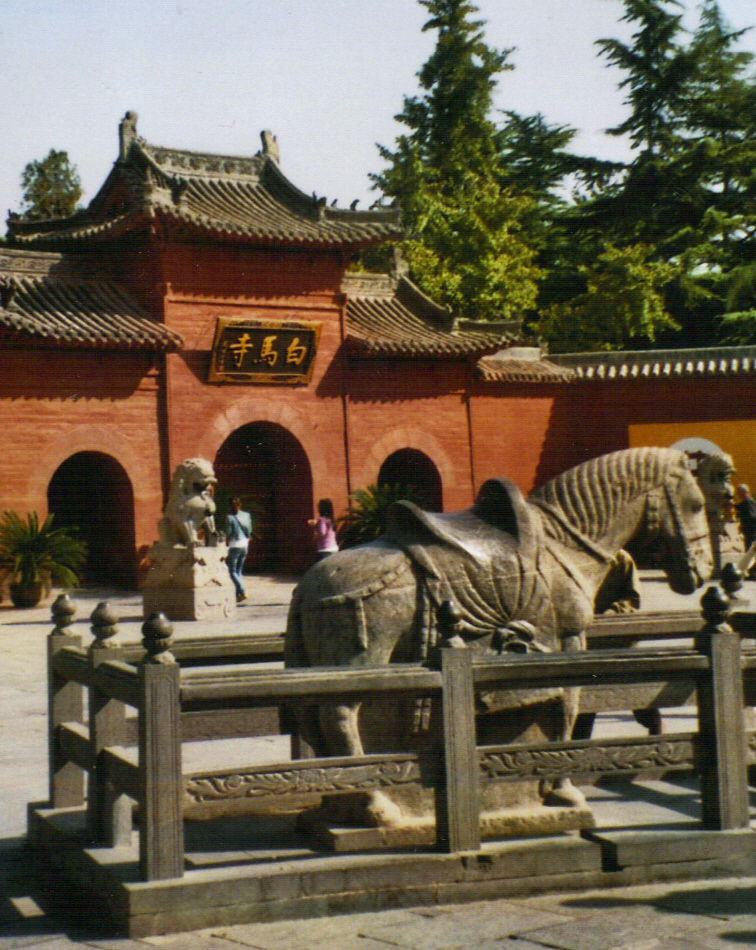
Den historiska staden Luoyang har varit huvudstad under nio olika kinesiska dynastier. På bilden syns det buddhistiska templet Vitahästtemplet som ligger utanför Luoyang.

### Qin- och Handynastierna (221f.Kr.–220)
Redan innan riket Qin vunnit kriget under De stridande staterna flyttade Hertig Xiao (regeringstid 362 - 338 f.Kr.) rikets huvudstad till Xianyang strax norr om dagens Xi'an. Xianyang fortsatte sedan att vara huvudstad även för Qindynastin efter att den skapats 221 f.Kr. fram till att dynastin föll 206 f.Kr.
Under etableringen av den Västra Handynastin omkring 200 f.Kr byggde staden Chang’an strax norr om centrum av dagens Xi'an, och Chang’an blev Handynastins huvudstad och Luoyang var dynastins sekundära huvudstad. År 25 flyttades huvudstaden till Luoyang och i och med detta går man in i Östra Handynastin.

### Wei-, Jin- och Nord-Syddynastierna (220–589)
Efter Handynastins fall 220 grundades staten Wei som fortsatte att styra norra Kina med Luoyang som huvudstad fram till 265 då dynastin föll. 221 skapades även kejsardömet Shu som kontrollerade Sichuanprovinsen och Yunnanprovinsen. Detta rike hade sin huvudstad i Chengdu till dess fall 263. Det tredje kejsardömet var riket Wu som styrde södra Kina. Riket etablerades 222 och från 229 fram till rikets fall 280 var dess huvudstad Jianye vilket är dagens Nanjing.
Jindynastin efterföljde Weidynastin i norr och tog från grundandet 265 över dess huvudstad Luoyang. Under inledningen av dynastin var hela Kina enat och perioden kallades Västra Jindynastin. Det blev snart oroligt i norra Kina, och efter att Luoyang blev erövrad av nomader flyttades huvudstaden 317 till Jiankang, dagens Nanjing, och Östra Jindynastin började.
De södra dynastierna Liu-Song, Södra Qi, Liang och Cheng avlöste varandra från 420 till 589 och de styrdes alla från Jiankang, dagens Nanjing.
Norra Wei etablerades 386 och styrdes från sin huvudstad Pingcheng i norra Shanxiprovinsen som senare fick dagens namn Datong. De nordliga dynastierna inledes med att Norra Wei enar norra Kina 439. 494 flyttas Norra Weidynastins huvudstad till Luoyang. 534 splittrades Norra Wei upp i Östra Wei och Västra Wei. Östra Wei etablerade sin huvudstad i Ye (dagens Linzhang i södra Hebeiprovinsen) och styrde därifrån till 550 då Norra Qi tog över och styrde vidare till 577 från huvudstaden Ye. Västra Wei flyttade sin huvudstad till Chang'an (dagens Xi'an) och detta rike varade till 557 då Norra Zhou tog över och regerade vidare från Chang'an fram till att Suidynastin tog makten 581.

### Sui- och Tangdynastierna (581–907)
Suidynastins första kejsare byggde 582 upp Chang’an från grunden och gjorde staden till Suidynastins huvudstad. Suidynastins andra kejsare byggde likt sin föregångare upp Luoyang från grunden och flyttade huvudstaden dit 606 men dynastin varade bara till 618 då Tangdynastin tog över.
Under Tangdynastin var Chang'an (dagens Xi'an) huvudstad. Dynastin hade även flera sekundära huvudstäder varar Luoyang oftast nämns. Under dynastins slutskede 904 flyttades huvudstaden till Luoyang.

### Liao-, Jin- och Songdynastierna (907–1279)
Liaodynastin som varade 907 till 1125 hade fem parallella huvudstäder bland vilka Shangjing (I dag Bairins vänstra baner) var dess "Högsta huvudstad". De fyra övriga var Zhongjing (dagens Ningcheng i Inre Mongoliet), Dongjing (dagens Liaoyang i Liaoning), Xijing (dagens Datong) och Nanjing (dagens Peking. Inte att förväxla med dagens Nanjing).

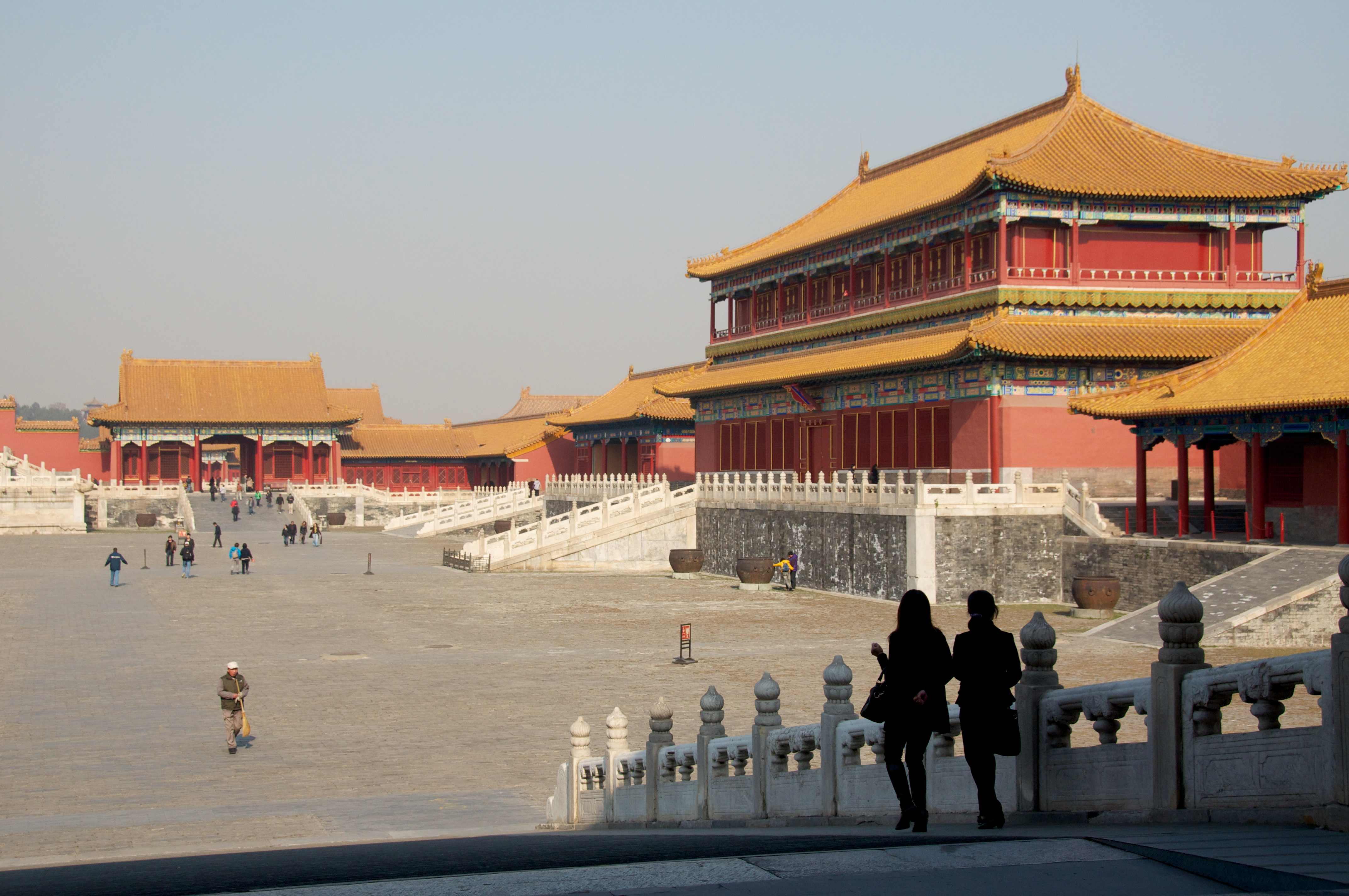
Peking har varit huvudstad för Kina under den större delen av tiden sedan 1153. På bilden syns kejsarpalatset i denna stad.

Jindynastin erövrade Liaodynastin och likt den erövrade Liaodynastin hade även Jindynastin flera huvudstäder av olika betydelser som var Zhongdu (dagens Peking), Shangjing (dagens Acheng nära Harbin), Dongjing (dagens Liaoyang i Liaoning), Xijing (dagens Datong), Beijing (dagens Ningcheng i Inre Mongoliet. Inte att förväxla med dagens Beijing) och Nanjing (dagens Kaifeng. Inte att förväxla med dagens Nanjing). Inledningsvis var Shangjing (utanför dagens Harbin) den tongivande huvudstaden fram till 1153 då Zhongdu (dagens Peking) blev huvudstad. 1214 flyttades slutligen huvudstaden till Nanjing (dagens Kaifeng).
Songdynastins första huvudstad var Bianjing, dagens Kaifeng i Henanprovinsen. Songdynastin existerade parallellt Liao- och Jindynastin 960 till 1279. När Songdynastin styrdes från Bianjing kallades perioden Norra Song. Efter att Jindynastin erövrat norra Kina flyttar Songdynastin 1127 sin huvudstad till Lin'an, dagens Hangzhou, och dynastin går in i perioden Södra Song.

### Yuan-, Ming- och Qingdynastierna (1271–1912)
1267, dvs redan innan Yuandynastin enligt den kinesiska historieskrivningen var etablerad, flyttade mongoliska Khubilai khan Yuandynastins huvudstad till dagens Peking och gav staden namnet Dadu. Dadu förblev huvudstad tills dynastin föll och Mingdynastin tog över 1368.
I januari 1368 etablerar Hongwukejsaren Mingdynastins huvudstad i Nanjing. 1421 flyttade Yonglekejsaren huvudstaden upp till Peking efter att staden renoverats och byggts om under tre år och fått namnet Beijing.
Efter att Wu Sangui släppt in Qingdynastins styrkor genom kinesiska muren 27 maj 1644 dröjde det till 30 oktober 1644 innan Qingdynastins sexåriga kejsare var installerad på tronen i Förbjudna staden och därefter var Peking  huvudstad för Qingdynastin fram till slutet av den kinesiska kejsarepoken 1912.

## Republiken Kina och Folkrepubliken Kinas huvudstäder (1912–idag)
Sun Yat-sen satte 1912 upp Republiken Kinas första huvudstad i Nanjing men redan i mars samma år flyttade Yuan Shikai tillbaka huvudstaden till Peking igen. Chiang Kai-shek flyttade 1928 tillbaka huvudstaden till Nanjing men efter Japans erövring flyttades huvudstaden 1937 till Chongqing. När Japan var besegrade 1945 blev Nanjing åter huvudstad fram till bildandet av Folkrepubliken Kina 1949.
Från 1949 har Taipei varit Taiwans huvudstad efter att Chiang Kai-shek 10 december samma år flytt från fastlandet till Taiwan.
Från 1 oktober 1949 har Peking varit Kinas huvudstad.

## Översikt
| Dynasti                  | Plats idag               | Namn under perioden     | Period               |
| ------------------------ | ------------------------ | ----------------------- | -------------------- |
| Xia                      | Dengfeng                 | Yangcheng               | ca 2070 f.Kr. –      |
| Xia                      | Anyi                     | Xia                     | -                    |
| Xia                      | Xinzhai                  | Xinmi                   | -                    |
| Xia                      | Zhenxun                  | Yanshi                  | -                    |
| Xia                      | Yuan                     | Jiyuan                  | -                    |
| Xia                      | Laoqiu                   | Chenliu                 | -                    |
| Shang                    | Zhengzhou                | Bo                      | Från ca 1600 f.Kr    |
| Shang                    | Yanshi                   | Västra Bo               | —                    |
| Shang                    | Zhengzhou eller Xingyang | Ao                      | —                    |
| Shang                    | Anyang eller Neihuang    | Xiang                   | —                    |
| Shang                    | Xingtai                  | Geng                    | —                    |
| Shang                    | Yuncheng eller Dingtao   | Bi                      | —                    |
| Shang                    | Qufu                     | Yan                     | —                    |
| Shang                    | Qi eller Hebi            | Mo                      | —                    |
| Shang                    | Anyang                   | Yin                     | 1300 f.Kr.–1046 f.Kr |
| Zhou                     | Xi'an                    | Haojing                 | 1046 f.Kr.–771 f.Kr. |
| Zhou                     | Luoyang                  | Chengzhou och Wangcheng | 771 f.Kr.–256 f.Kr.  |
| Qin                      | Xi'an                    | Xianyang                | 221 f.Kr.–206 f.Kr.  |
| Han                      | Xi'an                    | Cang'an                 | 202 f.Kr.–25         |
| Han                      | Luoyang                  | Luoyang                 | 25–220               |
| Wei                      | Luoyang                  | Luoyang                 | 220–265              |
| Shu                      | Chengdu                  | Chengdu                 | 221–263              |
| Wu                       | Nanjing                  | Jianye                  | 229–280              |
| Jin                      | Luoyang                  | Luoyang                 | 265–317              |
| Jin                      | Nanjing                  | Jiankang                | 317–420              |
| Norra Wei                | Datong                   | Pingcheng               | 386- 494             |
| Liu-Song                 | Nanjing                  | Jiankang                | 420–479              |
| Södra Qi                 | Nanjing                  | Jiankang                | 479–502              |
| Norra Wei                | Luoyang                  | Luoyang                 | 494–534              |
| Liang                    | Nanjing                  | Jiankang                | 502–557              |
| Östra Wei                | Linzhang                 | Ye                      | 534–550              |
| Västra Wei               | Xi'an                    | Chang'an                | 534–557              |
| Norra Qi                 | Linzhang                 | Ye                      | 550–577              |
| Norra Zhou               | Xi'an                    | Chang'an                | 557–581              |
| Chen                     | Nanjing                  | Jiankang                | 557–589              |
| Sui                      | Xi'an                    | Chang'an                | 582–606              |
| Sui                      | Luoyang                  | Luoyang                 | 606–618              |
| Tang                     | Xi'an                    | Chang'an                | 618–904              |
| Tang                     | Luoyang                  | Luoyang                 | 904–907              |
| Liao                     | Bairins vänstra baner    | Shangjing               | 907–1125             |
| Song                     | Kaifeng                  | Bianjing                | 960–1127             |
| Jin                      | Harbin                   | Shangjing               | 1115–1153            |
| Song                     | Hangzhou                 | Lin'an                  | 1127–1279            |
| Jin                      | Peking                   | Zhongdu                 | 1153–1214            |
| Jin                      | Kaifeng                  | Nanjing                 | 1214–1234            |
| Yuan                     | Peking                   | Dadu                    | 1267–1368            |
| Ming                     | Nanjing                  | Nanjing                 | 1368–1421            |
| Ming                     | Peking                   | Beijing                 | 1421–1644            |
| Qing                     | Peking                   | Beijing                 | 1644–1912            |
| Republiken Kina          | Nanjing                  | Nanjing                 | 1912–1912            |
| Republiken Kina          | Peking                   | Beijing                 | 1912–1928            |
| Republiken Kina          | Nanjing                  | Nanjing                 | 1928–1937            |
| Republiken Kina          | Chongqing                | Chongqing               | 1937–1945            |
| Republiken Kina          | Nanjing                  | Nanjing                 | 1945–1949            |
| Taiwan (Republiken Kina) | Taipei                   | Taipei                  | 1949–idag            |
| Folkrepubliken Kina      | Peking                   | Beijing                 | 1949–idag            |